# 中西輝政
中西 輝政（なかにし てるまさ、1947年〈昭和22年〉6月18日 - ）は、日本の政治学者、歴史学者。京都大学名誉教授。学位は法学修士（京都大学・1974年）。専門は国際政治学、国際関係史、文明史。
京都大学法学部助手、三重大学人文学部助教授、静岡県立大学国際関係学部教授、京都大学大学院人間・環境学研究科教授などを歴任。

## 来歴・人物
大阪府出身の国際政治学者、歴史学者。国際政治学、国際関係史、文明史を専攻する。保守系の論客でも知られる。京都大学、ケンブリッジ大学で学び、京都大学、三重大学、静岡県立大学で教鞭を執った。また、ケンブリッジ大学やスタンフォード大学で客員研究員を兼任していた。
京都大学での指導教員は高坂正堯（学部は民法の林良平）。ケンブリッジ大学ではサー・フランク・H・ヒンズリー。この二人に対する思いは『高坂正尭著作集』第6巻（古典外交の成熟と崩壊）解題「ヨーロッパへの愛あるいは歴史への愛」に記されている。この2人と並び、特に江藤淳から大きな影響を受けたと回想している。

## 活動・主張

### 保守論壇の論客
『正論』、『諸君!』、『VOICE』、『WiLL』などの保守系オピニオン誌の常連寄稿者である。執筆内容は時事評論が多いが、ルーズベルト・アメリカ合衆国大統領フルーズベルト夫妻（フランクリン・ルーズベルト、エレノア・ルーズベルト）の反日、容共的姿勢や、敗戦後の日本占領統治を主導したGHQ内のニューディーラーの体質、戦後民主主義を批判する歴史に関する論稿も多い。また同じくアメリカに関する話題では、1991年の湾岸戦争においてはアメリカの軍事介入を批判していたが、2003年のイラク戦争には賛成し、戦争を支持した当時の首相小泉純一郎を評価している。
2007年（平成19年）7月13日には、慰安婦問題に対する旧日本軍による組織的・計画的な強制連行がなかったとする理解に基づき、米国大使館に手渡されたアメリカ合衆国下院121号決議全面撤回を求める抗議書に賛同者として名を連ねた。また、田母神俊雄が航空幕僚長在任中に発表した論文について、その主張を支持した。
情報・諜報研究についても積極的な発言を行い、2002年（平成14年）には門下生を中心とした「情報史研究会」という研究会を設立した。また、冷戦期にソ連の暗号解読を行っていた「ヴェノナ計画」関連資料がクリントン政権期に米国で公開されたことを受けて、マッカーシズムへの再評価を主張している。
日本国史学会発起人の一人。
2002年（平成14年）7月から2006年（平成18年）5月まで新しい歴史教科書をつくる会の理事を務めた。

### 安倍晋三、日本会議との関わり
小泉純一郎については、政権成立当初は評価していたものの、その政治手法が大衆迎合的であり、実施した政策（構造改革、北朝鮮政策など）もまた支持できないものであるとして、批判を強めていった。その後小泉に代わり、より保守的な政治を推進する「保守革命」「保守新党」の必要を主張し、その中で石原慎太郎、安倍晋三らを高く評価することとなる。なかでも安倍を高く評価した。
2003年（平成15年）の第43回衆議院議員総選挙では安倍の選挙運動はがきに推薦人として記載され、公職選挙法違反の疑いをかけられたが、安倍事務所と中西の妻の手違いと説明された。安倍の首相就任前後には、政策に影響力を持つブレーン「五人組」（他に伊藤哲夫、西岡力、島田洋一、八木秀次）の一人として報道されたこともある。
2006年（平成16年）春以降は五人組の一人で、日本会議政策委員の伊藤哲夫と安倍政権に向けた政権構想の推敲を重ねた。また、安倍が自民党総裁選直前の7月にアメリカの『フォーリン・アフェアーズ』誌に寄稿を予定していた論文は、中西と安倍の対話をまとめたものを「五人組」で読み合わせしたものだが、諸事情により掲載は見送られた。
2006年9月の第1次安倍内閣発足後は「美しい国づくり」企画会議のメンバーに選ばれた。
2012年（平成24年）9月5日、中西、三宅久之、すぎやまこういちなど保守系の著名人28人は、同年9月の自由民主党総裁選挙に向けて、「安倍晋三総理大臣を求める民間人有志の会」を発足させた。同日、同団体は安倍晋三の事務所に赴き、出馬要請をした。9月26日、総裁選が実施され、安倍が当選した。
日本会議の4つの関連団体の役員を務めている。すなわち、「21世紀の日本と憲法」有識者懇談会（民間憲法臨調）副代表、皇室の伝統を守る国民の会代表発起人、美しい日本の憲法をつくる国民の会代表発起人、美しい日本の憲法をつくる京都府民の会共同代表などである。日本会議の諸活動に参画し、第1次、第2次安倍政権を支えた。
2016年に「戦後70年談話や日韓合意を契機に、安倍政権への評価が根本的に変わった。当初の支持を撤回する」と述べた。さらに、『歴史通』2016年5月号で中西は「さらば安倍晋三、もはやこれまで」と安倍晋三への決別を宣言した。

## 年表
- 1947年（昭和22年） 大阪府生まれ[27]。
- 1965年（昭和40年） 大阪府立北野高等学校卒業。
- 1971年（昭和46年） 京都大学法学部卒業[28]。
- 1974年（昭和49年） 同大学院法学研究科修士課程修了[28]。
- 1977年（昭和52年） ケンブリッジ大学歴史学部大学院において、国際政治史、特にヨーロッパ協調 (Concert of Europe) 時代のイギリスの対仏外交政策の歴史を学ぶ[29]。
- 1978年（昭和53年）京都大学法学部助手[28]。
- 1984年（昭和59年） 三重大学人文学部助教授[28]。
  - 1986年（昭和61年） 米国スタンフォード大学客員研究員[28]（兼任）。
- 1989年（平成元年） 静岡県立大学国際関係学部教授[28]。
- 1995年（平成7年） 京都大学大学院人間・環境学研究科教授[28]。
- 2012年（平成24年） 京都大学名誉教授[27]。

## 賞歴
- 1989年（平成元年）：佐伯賞を受賞。
- 1990年（平成2年）：「日米同盟の新しい可能性」（『アステイオン』1989年秋号）で石橋湛山賞を受賞。
- 1997年（平成9年）：『大英帝国衰亡史』で山本七平賞と毎日出版文化賞を受賞。
- 2003年（平成15年）：全ての言論活動で第18回正論大賞を受賞。
- 2005年（平成17年）：文藝春秋読者賞を受賞。

## 門下生
| - 大野直樹（京都外国語大学外国語学部准教授） - 大原俊一郎（亜細亜大学法学部准教授） - 奥田泰広（愛知県立大学外国語学部准教授） - 黒田友哉（専修大学法学部准教授） - 小谷賢（日本大学危機管理学部教授） | - 小山俊樹（帝京大学文学部教授） - 関誠（帝塚山大学准教授） - 三島武之介（城西国際大学国際人文学部助教） - 森田吉彦（大阪観光大学国際交流学部教授） - 山添博史（防衛研究所地域研究部主任研究官） |

## 著作

### 単著
- 『国際情勢の基調を読む――ポスト米ソ二極時代の新世界秩序とは』PHP研究所、1991年12月。ISBN 4-569-53418-X。
- 『もっとスマートに大国日本――日本外交維新に向けて』弘文堂、1992年8月。ISBN 4-335-46014-7。
- 『回帰する歴史――「海洋の世紀」から「大陸の世紀」へ』PHP研究所、1994年3月。ISBN 4-569-54255-7。
- 『大英帝国衰亡史』PHP研究所、1997年2月。ISBN 4-569-55476-8。
  - 『大英帝国衰亡史』日本障害者リハビリテーション協会、1999年9月。障害者向け書籍
  - 『大英帝国衰亡史』PHP文庫、2004年4月。ISBN 4-569-57895-0。
  - 『大英帝国衰亡史』（新装版）PHP研究所、2015年3月。ISBN 978-4-569-82396-6。
- 『国まさに滅びんとす――英国史にみる日本の未来』集英社、1998年3月。ISBN 4-08-781136-0。
  - 『国まさに滅びんとす――英国史にみる日本の未来』文藝春秋〈文春文庫〉、2002年10月。ISBN 4-16-765645-0。
- 『なぜ国家は衰亡するのか』PHP研究所〈PHP新書〉、1998年11月。ISBN 4-569-60311-4。
- 『日本の「敵」』文藝春秋、2001年9月。ISBN 4-16-357760-2。
  - 『日本の「敵」』文藝春秋〈文春文庫〉、2003年10月。ISBN 4-16-765682-5。
- 『いま本当の危機が始まった』集英社、2001年12月。ISBN 4-08-781205-7。
  - 『いま本当の危機が始まった』文藝春秋〈文春文庫〉、2004年4月。ISBN 4-16-768101-3。
- 『日本の「死」』文藝春秋、2003年2月。ISBN 4-16-359390-X。
  - 『日本の「死」』文藝春秋〈文春文庫〉、2005年2月。ISBN 4-16-768102-1。
- 新しい歴史教科書をつくる会 編『国民の文明史』扶桑社、2003年12月。ISBN 4-594-04275-9。
  - 『国民の文明史』PHP研究所〈PHP文庫〉、2015年2月。ISBN 978-4-569-76272-2。
- 『帝国としての中国――覇権の論理と現実』東洋経済新報社、2004年9月。ISBN 4-492-21147-0。
  - 『新版 帝国としての中国――覇権の論理と現実』東洋経済新報社、2013年8月。ISBN 4-492-21210-8。
- 『アメリカ外交の魂――帝国の理念と本能』集英社、2005年1月。ISBN 4-08-781296-0。
  - 『アメリカ外交の魂――帝国の理念と本能』文藝春秋〈文春学藝ライブラリー〉、2014年10月。ISBN 4-16-813029-0。
- 『日本の「覚悟」』文藝春秋、2005年10月。ISBN 4-16-365950-1。
- 『日本文明の興廃――いま岐路に立つ、この国』PHP研究所、2006年5月。ISBN 4-569-64766-9。
- 『日本人としてこれだけは知っておきたいこと』PHP研究所〈PHP新書〉、2006年10月。ISBN 4-569-64844-4。
- 『日本人のこころとかたち――文明史の立場から』PHP研究所、2007年9月。ISBN 978-4-569-69345-3。
- 『本質を見抜く「考え方」』サンマーク出版、2007年11月。ISBN 978-4-7631-9797-9。
  - 『本質を見抜く「考え方」』サンマーク出版〈ポケットブック〉、2009年7月。ISBN 978-4-7631-9902-7。
  - 『本質を見抜く「考え方」』サンマーク出版〈サンマーク文庫〉、2011年7月。ISBN 978-4-7631-6000-3。
- 『日本の「岐路」――自滅からの脱却は可能か』文藝春秋、2008年5月。ISBN 978-4-16-370190-5。
- 『覇権の終焉――アメリカ衰退後の世界情勢を読み解く』PHP研究所〈Voice select〉、2008年12月。ISBN 978-4-569-70542-2。
- 『日本の「実力」』柳下要司郎編、海竜社、2009年6月。ISBN 978-4-7593-1059-7。
- 『日本人として知っておきたい近代史 明治篇』PHP研究所〈PHP新書 663〉、2010年4月。ISBN 978-4-569-77933-1。
  - 『近代史の教訓　幕末・明治のリーダーと「日本のこころ」』PHP文庫、2022年10月。ISBN 978-4-569-90264-7。
- 『日本の悲劇 怨念の政治家小沢一郎論』PHP研究所〈Voice select〉、2010年4月。ISBN 978-4-569-70884-3。
- 『アメリカの不運、日本の不幸 民意と政権交代が国を滅ぼす』幻冬舎、2010年7月。ISBN 978-4-344-01872-3。
- 『情報亡国の危機 インテリジェンス・リテラシーのすすめ』東洋経済新報社、2010年9月。ISBN 978-4-492-21191-5。
- 『情報を読む技術』サンマーク出版、2011年1月。ISBN 978-4-7631-3108-9。
- 『強い日本をめざす道 世界の一極として立て』PHP研究所、2011年2月。ISBN 978-4-569-70180-6。
- 『日本人の本質 衿を正して先人に学び日本人の誇りを取り戻せ』日本文芸社、2011年3月。ISBN 978-4-537-25819-6。
- 『国民の覚悟 日本甦りへの道』致知出版社、2011年8月。ISBN 978-4-88474-936-1。
- 『日本人が知らない世界と日本の見方』PHP研究所、2011年10月。ISBN 978-4-569-79923-0。
  - 『日本人が知らない世界と日本の見方 本当の国際政治学とは』PHP文庫、2014年4月。ISBN 978-4-569-76167-1。
- 『日本人として知っておきたい外交の授業』PHP研究所、2012年8月。ISBN 978-4-569-80599-3。
  - 『日本人として知っておきたい外交の授業』PHP文庫、2015年9月。ISBN 978-4-569-76393-4。
- 『迫りくる日中冷戦の時代 日本は大義の旗を掲げよ』PHP研究所〈PHP新書 826〉、2012年9月。ISBN 978-4-569-80700-3。
- 『賢国への道 もう愚かではいられない』致知出版社、2013年1月。ISBN 978-4-88474-984-2。
- 『救国の政治家 亡国の政治家 吉田茂から安倍晋三まで、歴代総理の器量』飛鳥新社、2014年12月。ISBN 978-4-86410-235-3。
- 『中国外交の大失敗 来るべき「第二ラウンド」に日本は備えよ』PHP研究所〈PHP新書 964〉、2015年1月。ISBN 978-4-569-81198-7。
- 『日本がもっと賢い国になるために』海竜社、2015年2月。ISBN 978-4-7593-1378-9。
- 『日本人として知っておきたい「世界激変」の行方』PHP研究所〈PHP新書 1076〉、2017年1月。ISBN 978-4-569-83224-1。
- 『アメリカ帝国衰亡論・序説』幻冬舎、2017年8月。ISBN 978-4-344-03157-9。
- 『日本人として知っておきたい世界史の教訓』育鵬社、2018年8月。ISBN 978-4-594-07936-9。
  - 『覇権からみた世界史の教訓』PHP文庫、2021年9月。ISBN 978-4-569-90127-5。
- 『明日でもいいことは今日やるな』海竜社、2018年10月。ISBN 978-4-7593-1644-5。
- 『偽りの夜明け① 「冷戦終焉」という過ち』PHP研究所、2023年3月。ISBN 978-4-569-85363-5。

### 講演冊子
- 愛知県教育サービスセンター 編『発展するアジアと日本の進路』第一法規出版東海支社〈県民大学叢書48〉、1996年3月。
- 『国家としての選択』國民會館〈國民會館叢書42〉、2002年5月。
- 『激動する世界と日本再建の課題』明成社〈日本の息吹ブックレット2〉、2007年7月。ISBN 978-4-944219-58-2。
- 『日本の安保に求められる「戦後精神からの脱却」』國民會館〈國民會館叢書73〉、2007年10月。
- 『乃木希典――日本人への警醒』国書刊行会、2010年4月。ISBN 978-4-336-05178-3。

### 共著
- 田中俊郎、中井康郎・金子譲『なぜヨーロッパと手を結ぶのか――「日・欧」新時代の選択』三田出版会〈日本国際フォーラム叢書〉、1996年5月。ISBN 4-89583-161-2。
- 長谷川慶太郎『これからのアジアこれからの日本――1000年の歴史から未来を読む』PHP研究所、1997年12月。ISBN 4-569-55913-1。
- 上山春平、五百旗頭真・野田宣雄『20世紀の戦争――封じられた平和の祈り』読売新聞社〈読売ぶっくれっと no.6〉、1998年8月。ISBN 4-643-98108-3。
- 福田和也『「日本」を超えろ』文藝春秋、1999年10月。ISBN 4-16-355660-5。
- 佐伯啓思、筒井清忠・吉田和男『優雅なる衰退の世紀』文藝春秋、2000年1月。ISBN 4-16-355910-8。
- マークス寿子『イギリスの智慧』中央公論新社〈中公叢書〉、2000年6月。ISBN 4-12-003015-6。
- 阿川弘之、福田和也・猪瀬直樹・秦郁彦『二十世紀日本の戦争』文藝春秋〈文春新書〉、2000年7月。ISBN 4-16-660112-1。
- 西尾幹二『日本文明の主張――『国民の歴史』の衝撃』PHP研究所、2000年12月。ISBN 4-569-61416-7。
- 渡部昇一『誇りなき国は滅ぶ――歴史に学ぶ国家盛衰の原理』致知出版社、2001年12月。ISBN 4-88474-613-9。
- 野尻武敏、大越俊夫『この国の明日を憂う――「本当の危機」とは何を指すか』ごま書房、2003年11月。ISBN 4-341-08253-1。
- 福田和也『皇室の本義――日本文明の核心とは何か』PHP研究所、2005年1月。ISBN 4-569-63988-7。
- 半藤一利、保阪正康・戸髙一成・福田和也・加藤陽子『あの戦争になぜ負けたのか』文藝春秋〈文春新書〉、2006年5月。ISBN 4-16-660510-0。
- 加地伸行、村田光平・大越俊夫『歴史の危機の入り口に立つ日本』ごま書房、2006年11月。ISBN 4-341-08338-4。
- 出雲井晶、坂本多加雄・林秀彦・名越二荒之助・高森明勅『語り伝えたい美しい日本の建国』明成社 冊子、2007年2月。ISBN 978-4-944219-50-6。
- 大原康男、小林よしのり・小堀桂一郎・高森明勅・西尾幹二・長谷川三千子・百地章『日本人なら知っておきたい靖國問題』青林堂、2007年6月。ISBN 978-4-7926-0402-8。
- 岡崎久彦『国家の叡智――決断できないリーダーが国を過つ』ビジネス社、2007年8月。ISBN 978-4-8284-1365-5。
- 小堀桂一郎『歴史の書き換えが始まった!――コミンテルンと昭和史の真相』明成社〈日本の息吹ブックレット4〉、2007年10月。ISBN 978-4-944219-62-9。
- 八木秀次『保守はいま何をすべきか――日本国家を回復するために』PHPパブリッシング、2008年6月。ISBN 978-4-569-70012-0。
- 日本会議 編『日本人として知っておきたい皇室のこと』PHP研究所、2008年12月。ISBN 978-4-569-69904-2。
- 半藤一利、藤原正彦・柳田邦男・福田和也・保阪正康『父が子に教える昭和史――あの戦争36のなぜ？』文藝春秋〈文春新書711〉、2009年8月。ISBN 978-4-16-660711-2。
- 「インテリジェンス機関はなぜ必要か」、仮野忠男『亡国のインテリジェンス 「武器なき戦争」と日本の未来』日本文芸社、2010年4月19日。ISBN 978-4-537-25762-5。
- 篠原文也『偽りの二大政党 熱論！政界を再編せよ』PHP研究所、2011年1月。ISBN 978-4-569-79176-0。
- 中西輝政、世界を考える京都座会「世界を考える京都座会からの提言 勇気ある現実主義と、きらめく理想主義」『松下幸之助が描いた「21世紀の日本」 自主独立の精神は甦ったか』PHP研究所、2011年1月。ISBN 978-4-569-79326-9。
- 田母神俊雄『日本国家再建論 国民を欺き続ける国家の大罪』日本文芸社、2011年7月。ISBN 978-4-537-25853-0。
- 中西輝政 著「脱・マジノ線心理社会 原発を巡る二極対立は不毛である。「空気による支配」から脱却しなければ日本は同じ過ちを繰り返す」、東洋経済新報社出版局編集部 編『震災からの経済復興 13の提言』東洋経済新報社、2011年8月。ISBN 978-4-492-39552-3。
- 高森明勅『古事記は日本を強くする 神話がわかれば「日本人」がわかる』徳間書店、2012年1月。ISBN 978-4-19-863335-6。
- 椛島有三共著『日本再興へ！ 皇室を守り、尖閣・沖縄を防衛し、中国の脅威に如何に立ち向かうか』明成社 冊子、2012年10月10日。ISBN 978-4-905410-15-7。
- 西岡力 共著『なぜニッポンは歴史戦に負け続けるのか』日本実業出版社、2016年4月。ISBN 978-4-534-05374-9。
- 西尾幹二 共著『日本の「世界史的立場」を取り戻す』柏原竜一 司会、祥伝社、2017年11月。ISBN 978-4-396-61601-4。

### 編著
- 『憲法改正』中央公論新社、2000年4月。ISBN 978-4-12-002995-0。小林節・櫻井よしこ・長谷川三千子・福田和也・松本健一と共著。
- 『北朝鮮と国交を結んではいけない』小学館文庫、2000年12月。ISBN 4-09-405041-8。
- 『「日本核武装」の論点――国家存立の危機を生き抜く道』PHP研究所、2006年9月。ISBN 4-569-65447-9。
- 『アジアをめぐる大国興亡史 1902-1972』PHP研究所、2020年9月。ISBN 456984703X。古稀記念論集
- 『文明と覇権から見る中国　シリーズ日本人のための文明学』ウェッジ、2022年2月。ISBN 4863102461。
- 『外交と歴史から見る中国　シリーズ日本人のための文明学2』ウェッジ、2023年6月。ISBN 4863102658。

### 共編著
- 立脇和夫 編『国際社会と国際協力』北樹出版〈国際関係学双書6〉、1990年8月。ISBN 4-89384-169-6。
- アジアの総合安全保障研究グループ 編『アジアはどう変わるか――90年代のアジアの総合安全保障』日本経済新聞社、1993年3月。ISBN 4-532-14134-6。
- 小谷賢 編『インテリジェンスの20世紀――情報史から見た国際政治』千倉書房、2007年12月。ISBN 978-4-8051-0894-9。
  - 小谷賢編著『インテリジェンスの20世紀 ＝ The Century of Intelligence 情報史から見た国際政治』千倉書房、2012年2月。ISBN 978-4-8051-0982-3。増補版
- 情報史研究会 共 編『名著で学ぶインテリジェンス』日本経済新聞出版社〈日経ビジネス人文庫〉、2008年11月。ISBN 978-4-532-19466-6。
- 情報史研究会 共 編『日本よ、「歴史力」を磨け 「現代史」の呪縛を解く』文藝春秋、2007年9月。ISBN 978-4-16-369420-7。
  - 櫻井よしこ 編『日本よ、「歴史力」を磨け 「現代史」の呪縛を解く』文春文庫、2013年1月。ISBN 978-4-16-783844-7。

### 監修
- 中西輝政 監修 著、こどもくらぶ 編『イギリス』中西輝政 シリーズ総監修、偕成社〈きみにもできる国際交流8〉、2000年3月。ISBN 4-03-629580-2。
- 中島章夫 監修、真山美雪・中島章夫共『アメリカ』中西輝政 総監修、偕成社〈きみにもできる国際交流9〉、2000年3月。ISBN 4-03-629590-X。
- 太田和子 監修 著、こどもくらぶ 編『カナダ』中西輝政 総監修、偕成社〈きみにもできる国際交流10〉、2000年3月。ISBN 4-03-629600-0。
- 竹田いさみ 監修 著、こどもくらぶ 編『オーストラリア・ニュージーランド』中西輝政 総監修、偕成社〈きみにもできる国際交流11〉、2000年3月。ISBN 4-03-629610-8。
- 大上正直 監修 著、こどもくらぶ 編『フィリピン』中西輝政 総監修、偕成社〈きみにもできる国際交流12〉、2000年3月。ISBN 4-03-629620-5。
- 橋本和也 監修 著、こどもくらぶ 編『フィジー・トンガ・サモア』中西輝政 総監修、偕成社〈きみにもできる国際交流13〉、2000年3月。ISBN 4-03-629630-2。
- 西江雅之 監修 著、こどもくらぶ 編『ケニア』中西輝政 総監修、偕成社〈きみにもできる国際交流14〉、2000年3月。ISBN 4-03-629640-X。
- 安倍晋三、衛藤晟一・亀井郁夫・下村博文・中川昭一・平沼赳夫・古屋圭司・松原仁・椛島有三・山谷えり子・笠浩史『サッチャー改革に学ぶ教育正常化への道――英国教育調査報告』PHP研究所、2005年4月。ISBN 4-569-64135-0。
- 「書かれた日本」文献研究会『世界史が伝える日本人の評判記』中経出版〈中経の文庫〉、2007年9月。ISBN 978-4-8061-2819-9。

### 監訳
- ジョン・アール・ヘインズ、ハーヴェイ・クレア『ヴェノナ』山添博史・佐々木太郎・金自成訳、PHP研究所、2010年1月。ISBN 978-4-569-70489-0。電子書籍で再刊（2019年11月）
  - 『ヴェノナ―解読されたソ連の暗号とスパイ活動』扶桑社（改訂版）、2019年9月。ISBN 978-4-594-08307-6／扶桑社文庫（上・下）、2024年10月。ISBN 978-4-594-09843-8・ISBN 978-4-594-09844-5
- チャーチル『チャーチル名言録 ＝ 100 of Winston Churchill’s Best Quotes』扶桑社、2016年3月。ISBN 978-4-594-07448-7。

### 研究論文
- 「外交におけるイデオロギーと国益――1830年代イギリスにおけるリベラリズム外交世論の興隆と衰退(1)」『法学論叢』第103巻第3号、1978年。
- 「外交におけるイデオロギーと国益――1830年代イギリスにおけるリベラリズム外交世論の興隆と衰退(2)」『法学論叢』第104巻第1号、1978年。
- 「国際関係における『不介入』の思想――近代自由主義の外交理念として」『法学論叢』第109巻第5号、1981年。
- 「『パクス・ブリタニカ』の外交指導とその精神(1)」『三重大学法経論叢』第2巻第1号、1984年。
- 「『パクス・ブリタニカ』の外交指導とその精神(2)」『三重大学法経論叢』第2巻第2号、1985年。
- 「イギリス史に見る戦略運営の発想――エリザベス1世の対外戦略の精神構造」『軍事史学』第21巻第3号、1985年。
- 「『ジェントルマン外交』の伝統形成――ウィリアム・テンプルに見るイギリス近代外交の精神(1)」『三重大学法経論叢』第5巻第1号、1987年。
- 「東アジアの戦略環境と日本の選択」『国際問題』第336巻、1988年。
- 「『レイキャビク』と新しい歴史の潮流――ポストINFのヨーロッパ安全保障」『新防衛論集』第16巻第1号、1988年。
- 「欧州の通常戦力削減交渉」『海外事情』第37巻第12号、1989年。
- 「拡大抑止――歴史的変遷とその本質」、佐藤誠三郎 編『東西関係の戦略論的分析』日本国際問題研究所、2007年9月。
- Terumasa Nakanishi; Fred Charles Ikle (1990). “Japan's Grand Strategy”. Foreign Affairs.  オリジナルの2002-03-23時点におけるアーカイブ。.
- 「日米関係／バードンシェアリング」『新防衛論集』第17巻第2号、1989年。
- 「湾岸後のポスト冷戦秩序とその行方」『新防衛論集』第19巻第1号、1991年。
- 「日本における情報史研究の進展のために」『戦略研究』第7号、2009年。
- 「創刊の辞 情報史学の発展をめざして」『情報史研究』第1号、2009年。
- 「イギリス情報活動の特殊性」『情報史研究』第5号、2013年。